# Ziziphus spina-christi
Espèce
Statut de conservation UICN

 LC  : Préoccupation mineure
Ziziphus spina-christi, l'épine du Christ, jujubier épine du Christ ou jujubier de Palestine, est une espèce de plantes à fleurs dicotylédones de la famille des Rhamnaceae, de la sous-famille des Ziziphoideae, originaire de l'Ancien Monde (Afrique et Asie occidentale).
C'est un arbuste ou un arbre pouvant atteindre 15 mètres de haut, généralement épineux. Il est résistant à la sécheresse, très résistant à la chaleur et peut croître dans des zones désertiques et arides, se contentant d'une pluviométrie annuelle de 50 mm à 500 mm. Il produit des fruits (drupes) comestibles. 
L'épithète spécifique, « spina-christi », dérive de la croyance que la couronne d’épines placée sur la tête de Jésus avant qu’il ne soit crucifié était composée de branches de cet arbre. 

## Description

### Appareil végétatif

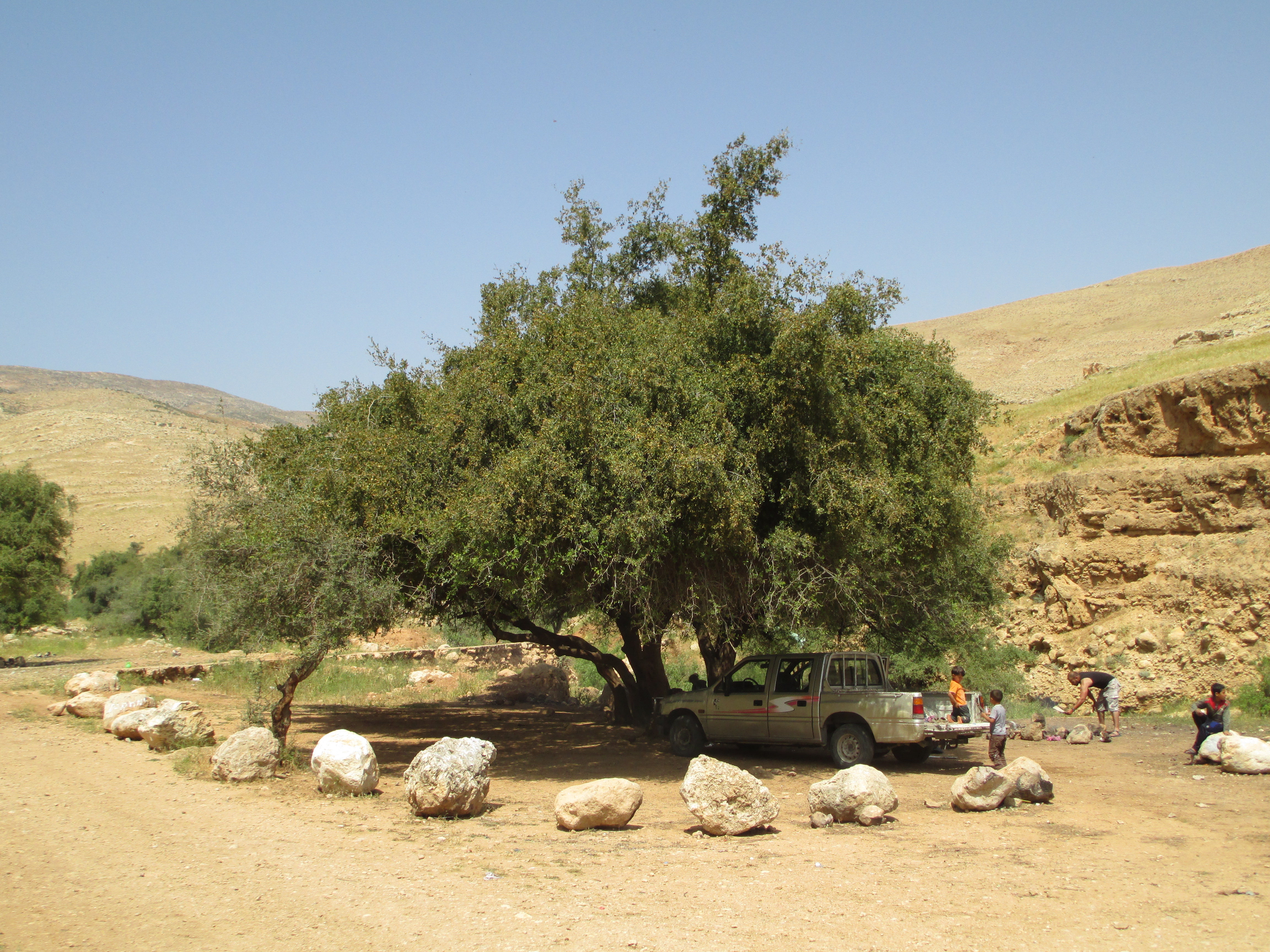
Port général de l'arbre.

Ziziphus spina-christi est un arbuste ou un arbre épineux de taille moyenne, très ramifié, aux branches étalées à l'écorce blanc grisâtre, glabres ou légèrement pubescentes. Il peut généralement atteindre une hauteur de 3 à 8 mètres, parfois jusqu'à 20 mètres, et un diamètre de tronc d'environ 60 cm.
Les feuilles persistantes, présentent généralement une paire d'épines stipulaires (stipules transformées), dont l'une, d'environ 2 cm de long, est dressée, et l'autre, de  5 à 8 mm de long, recourbée en arrière. Les épines sont parfois absentes. Le limbe foliaire à 3 nervures est entier, glabre ou pubescent sur les nervures de la face inférieure, de 2 à 6 de long sur 1 à 4 cm de large, est de forme ovale-elliptique ou suborbiculaire,  arrondi à subcordé à la base, obtus ou brièvement acuminé, au bord entier ou légèrement crénelé. Le pétiole, de 3 à 12 mm de long, est glabre ou pubéruleux.

### Appareil reproducteur

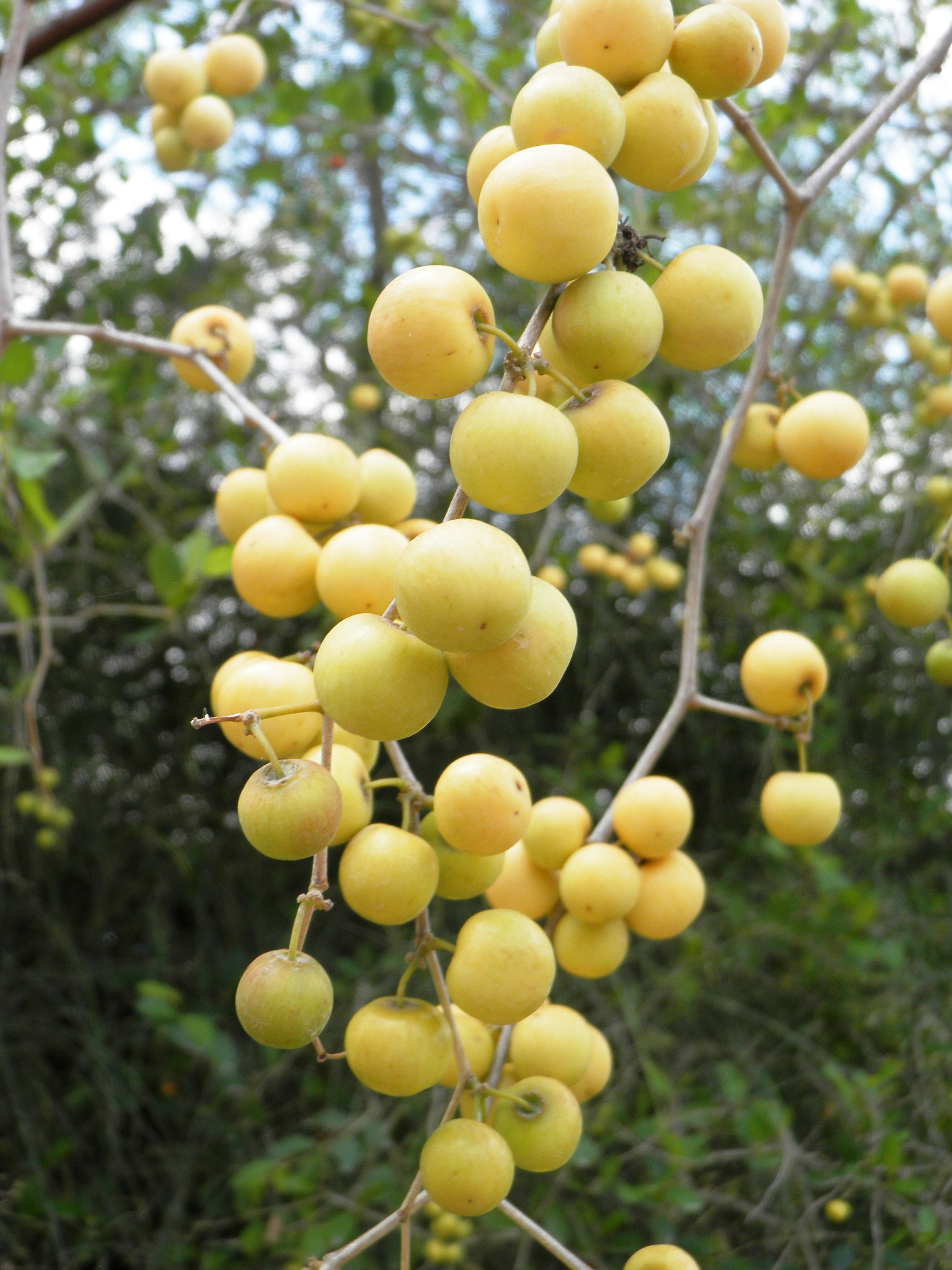
Fruits.

L'inflorescence, axillaire, tomenteuse, est portée par un pédicelle laineux, d'environ 3 à 5 mm de long. 
Les fleurs, hermaphrodites, subsessiles,  de 4 à 6 mm de diamètre, de couleur jaune verdâtre, sont parfumées. Le calice, d'environ 1 mm de long, est formé de sépales carénés à l'intérieur, pubescents, ovales, plus ou moins aigus. La corolle est composée de cinq pétales spathulés, de 1,25 à 1,5 mm de long. Les styles sont courts et bifides. Le disque  intrastaminal assez épais présente 10 lobes. L'ovaire est biloculaire. Le fruit est une drupe globuleuse, rouge-jaune à jaune-vert contenant un noyau dur  entouré d'une chair comestible, de 10–30 mm de diamètre.
Le noyau contient 1 à 2 (rarement 3) graines d'environ 6,5 à 7,5 mm de long, plates, ovales et brun-orange, lisses ou  légèrement ridées, avec peu ou pas d'endosperme,. 

## Distribution et habitat
L'aire de répartition originelle de Ziziphus spina-christi n'est pas connue avec certitude. Pour certains auteurs, l'espèce est indigène dans le Nord-Est de l'Afrique, depuis la Mauritanie en Afrique de l'Ouest, en passant par les régions du Sahara et du Sahel jusqu'à la mer Rouge à l'est. D'autres auteurs considèrent que son aire de répartition naturelle inclut en Asie occidentale le Moyen-Orient (Irak, Israel, Jordanie, Liban, Syrie) ainsi que la péninsule arabique, l'Iran, l'Afghanistan, le Pakistan et le nord-ouest de l'Inde. 
En Égypte, la plante est cultivée dans les parcs et les villages. 
L'espèce a été introduite d'une part au Maghreb, d'autre part en Afrique tropicale et à Madagascar. 
Dans les Antilles néerlandaises, où elle a été introduite vers 1885, elle est naturalisée à Aruba, Curaçao et Bonaire. A Curaçao, elle est classée comme espèce envahissante.
Ziziphus spina-christi est une plante résistant à la sécheresse et à la chaleur, mais sensible au gel, qui forme des fourrés épineux et impénétrables. C'est une plante qui peut croître même dans les déserts avec une pluviométrie annuelle d'environ 100 mm. Elle préfère les rives des cours d'eau et des eaux stagnantes et peut se rencontrer dans le lit des oueds lorsque les eaux souterraines sont accessibles. La plante est capable de survivre jusqu'à 2 mois à l'engorgement et  pendant 8 à 10 mois en saison sèche.
Ziziphus spina-christi pousse jusqu'à 2000 mètres d'altitude. Toutefois, en Palestine, la plante se trouve à des altitudes allant jusqu'à 500 mètres. Elle pousse à des températures moyennes annuelles comprises entre 19 et 28 °C et des précipitations annuelles de 100 à 500 mm. Ziziphus spina-christi prospère mieux dans les plaines aux sols alluviaux, mais elle pousse également sur des sols argileux où l'eau est disponible et tolère les sols salés,.

## Taxinomie
Cette espèce a été décrite en premier par Linné et publiée en 1753 dans son "Species plantarum", 1, p. 195, sous le nom (basionyme) de Rhamnus spina-christi.
Le nom binominal actuel, Ziziphus spina-christi (L.) Desf. a été attribué par René Desfontaines et publié en 1798 dans Flora Atlantica 1, S.; 201.
Un homonyme, Ziziphus spina-christi (L.) Willd., a été publié dans Carl Ludwig von Willdenow : Species Plantarum, 4e édition, 1798, p. 1105-1106).

### Synonymes
Selon Plants of the World online (POWO) (29 mai 2021) :
- Girtanneria spina-christi (L.) Neck.
- Rhamnus divaricata Forssk.
- Rhamnus heterogenea Burm.f.
- Rhamnus napeca Forssk.
- Rhamnus recta Forssk.
- Rhamnus spina-christi L.
- Ziziphus africana Mill.
- Ziziphus amphibia A.Chev.
- Ziziphus heterogenea Poir.
- Ziziphus iroensis A.Chev.
- Ziziphus napeca Lam.
- Ziziphus sphaerocarpa Tul.

### Variétés
Selon Tropicos (29 mai 2021) (Attention liste brute contenant possiblement des synonymes) :
- Ziziphus spina-christi var. aucheri (Boiss.) Qaiser & Nazim.
- Ziziphus spina-christi var. inermis Boiss.
- Ziziphus spina-christi var. microphylla Hochst. ex A. Rich.
- Ziziphus spina-christi var. spina-christi

## Utilisation

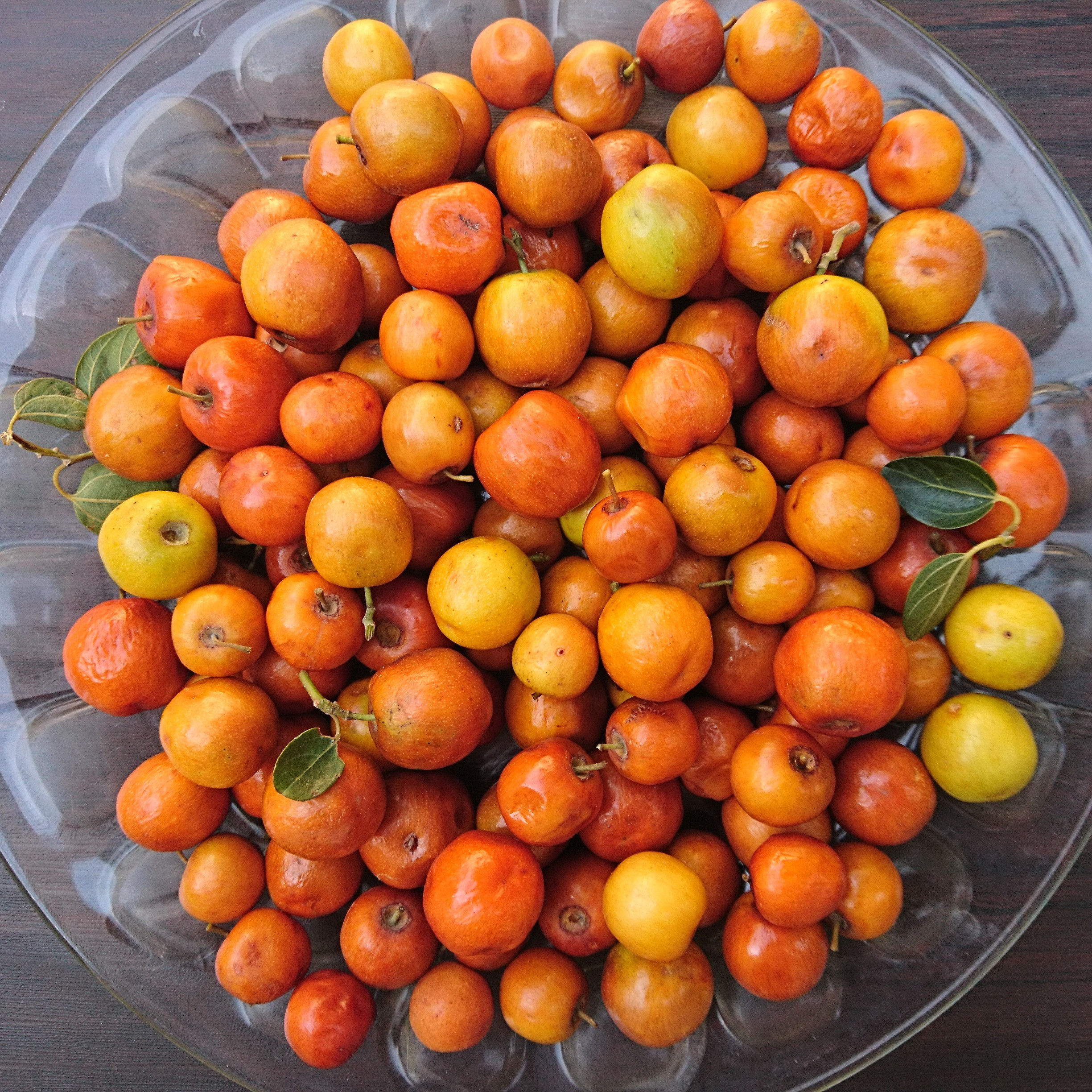
Fruits récoltés.

### Plante alimentaire
Ziziphus spina-christi est largement cultivé pour ses fruits dans les oasis du Sahara, en corne d'Afrique (somalie et djibouti), au Niger, en Afrique de l'Est, en Palestine/Israël et en Iran, dans le Sinaï et dans le nord de l'Inde, et parfois dans d'autres régions comme Cuba. Le fruit est comestible et parfois sucré, mais la saveur et la texture sont inférieures à celles des fruits d'autres espèces du genre Ziziphus. Les fruits frais, appelés Ssidr ou Nabk en arabe, se vendent sur les marchés notamment en Égypte, en Abyssinie et en Tunisie. Ils contiennent 14,16 % de sucres et environ 1,6 % de vitamine C.
Ils sont consommés frais ou séchés. Ils peuvent également être moulus en une pâte farineuse, utilisée comme condiment ou pour préparer des confiseries. Les fruits secs sont broyés en poudre, laquelle mélangée à de l'eau sert à façonner des gâteaux semblables au pain d'épices. Une boisson alcoolique est préparée avec les fruits.

## Histoire

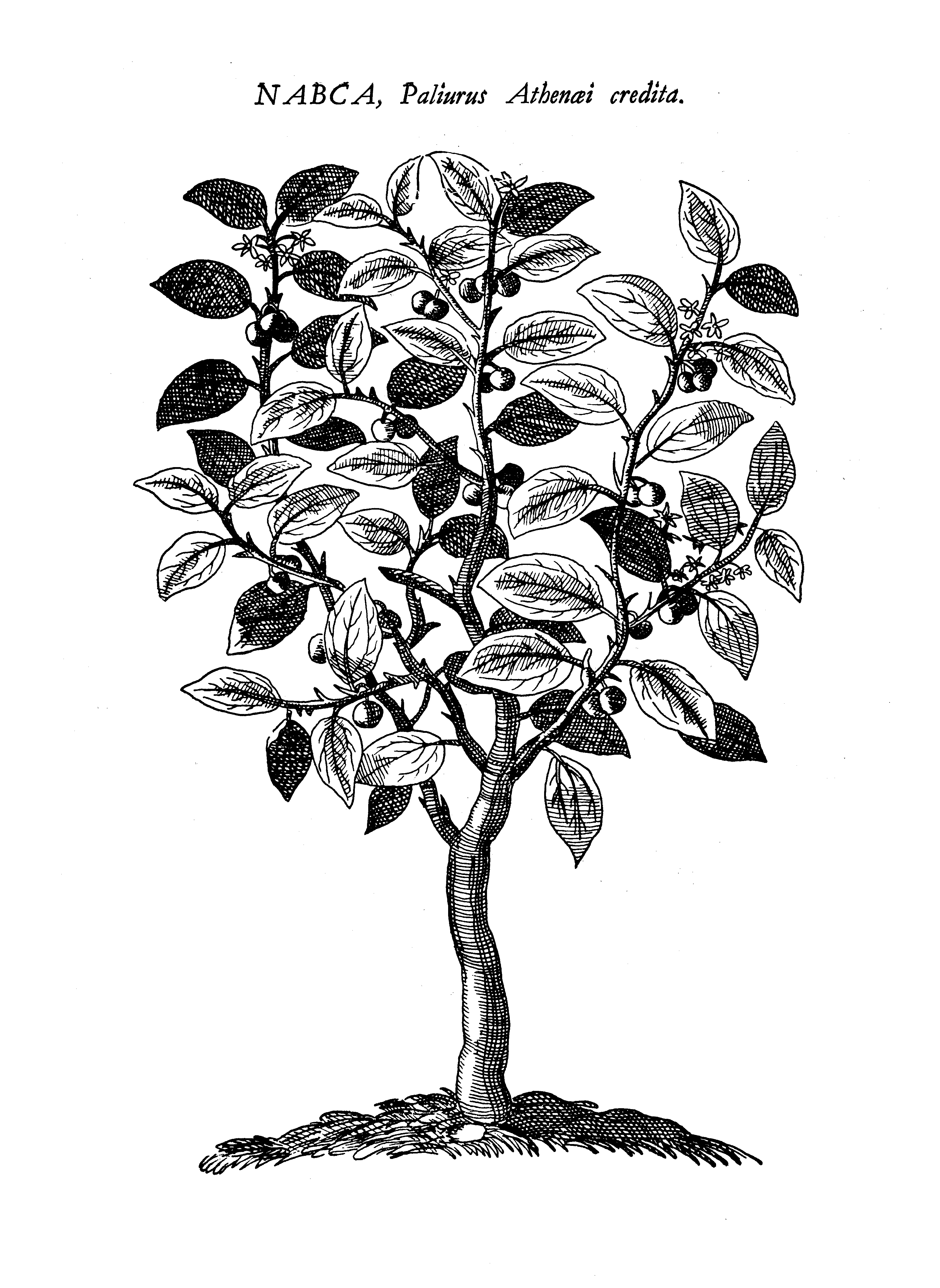
Illustration botanique, De Plantis Aegypti, Prosper Alpin, 1735.

Le jujubier de Palestine (Ziziphus spina-christi) est mentionné dans les sources  classiques de l'Antiquité. Le botaniste grec, Théophraste (IVe – IIIe siècles avant J.-C.), en donne une description confuse (Historia Plantarum IV.3,4) le comparant avec le paliouros (Ziziphus lotus), plus buissonnant que le lôtos (probablement Ziziphus spina-christi), et indiquant qu'il a « une feuille semblable à celle de l'arbre du même nom (Paliurus spina-christi) dans notre pays, mais le fruit est différent, car il n'est pas plat, mais rond et rouge, et de taille aussi grande que le fruit du cade ou un peu plus grand, avec un noyau qui ne s'avale pas avec le fruit, comme c'est le cas de la grenade »,.
Pline l'Ancien (Ier siècle après J.-C.) mentionne l'arbre en comparaison avec des espèces apparentées et indique qu'en Cyrénaïque il est classé au-dessus du lotus (Ziziphus lotus).
Le plus ancien spécimen connu de Ziziphus spina-christi se trouve au sud de Jérusalem, près de la mer Morte, à Ein Hatzeva (Israël).
Son âge est estimé entre 1500 et 2000 ans,.
On pense localement qu'il s'agit de l'arbre même à partir duquel la couronne d'épines de Jésus a été fabriquée.

## Symbolique
Le jujubier épine du Christ a une signification symbolique dans le Judaïsme, le Christianisme et l'Islam. 
Selon la tradition, la couronne d'épines de Jésus-Christ a été tressée à l'aide de branches de cet arbuste épineux, d'où l'épithète spécifique « spina-christi ». Cependant une dizaine d'autres espèces de plantes épineuses candidates, présentes dans les environs de Jérusalem, sont proposées par différents auteurs, parmi lesquelles figure le paliure (Paliurus spina-christi).
En revanche, Euphorbia milii est une Euphorbiacée épineuse qui, bien que les naturalistes l'aient baptisée « couronne d'épines du Christ », ne peut être retenue car cette plante originaire de Madagascar  était complètement inconnue à l'époque de Jésus. 

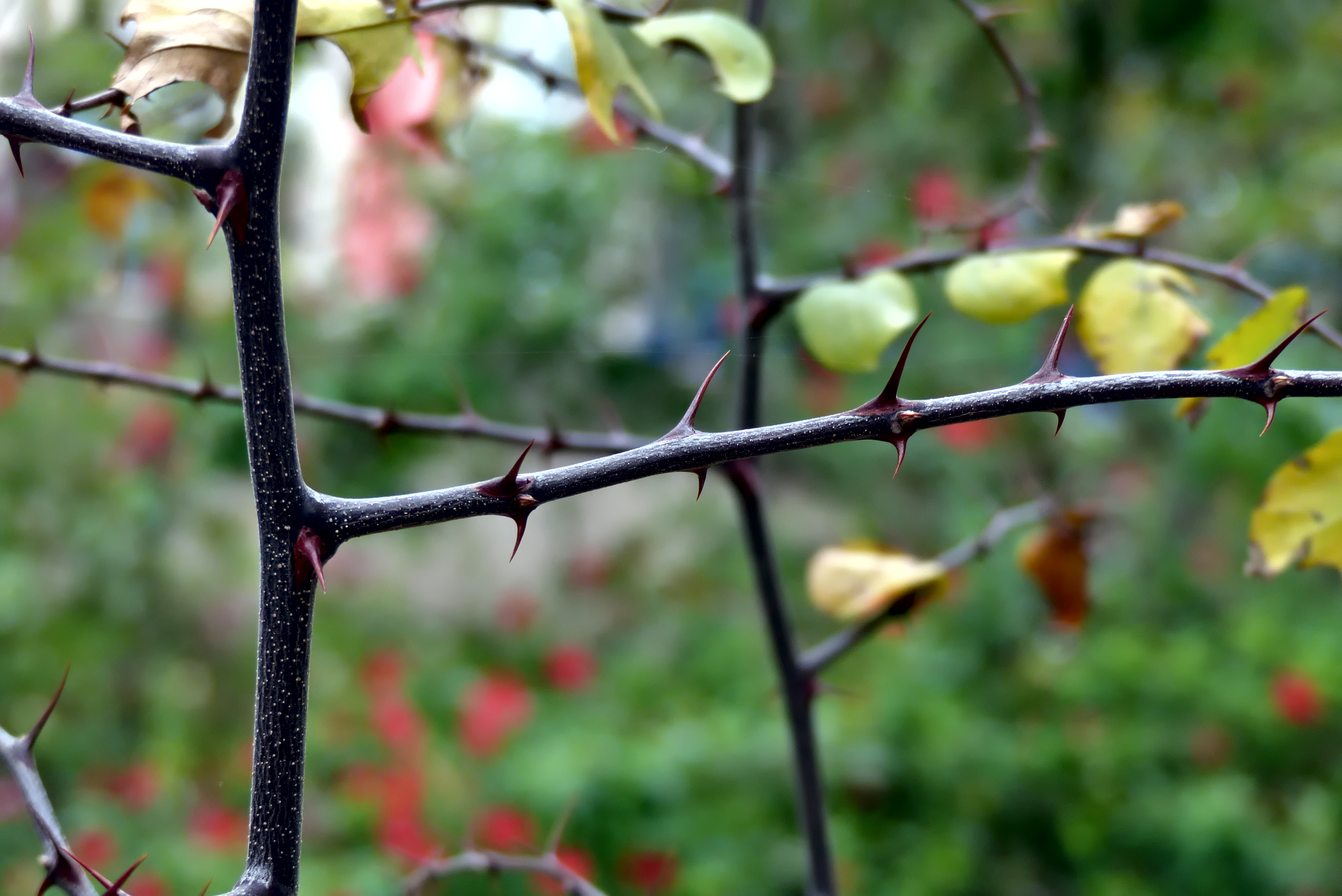
Épines de Ziziphus spina-christi.
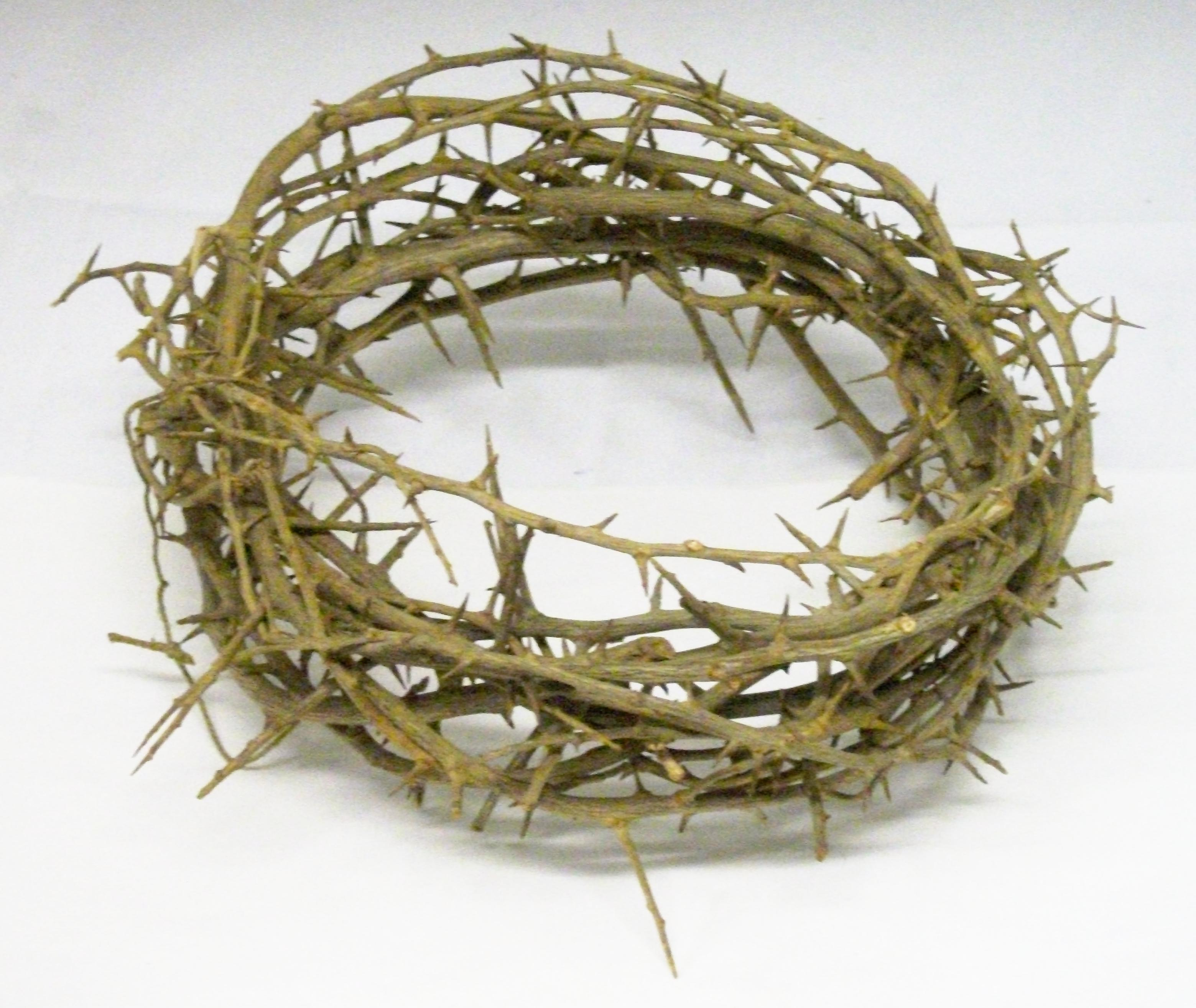
Couronne d'épines (musée de Bedford).

Logo de la Fondation du Qatar, avec la silhouette du Ziziphus spina christi.

Le Coran mentionne deux fois (LIII: 13–18; LVI: 28–32) l'« arbre lotus » (sidr ou  nabq) qui est communément identifié comme étant Ziziphus spina-christi, espèce par ailleurs très respectée par les musulmans dans tout le Moyen-Orient. 
C'est la seule espèce d'arbres considérée comme « sacrée » par les musulmans. Elle a un rôle spécial en tant qu'arbre de cimetière en raison de sa mention dans le Coran. Cependant, pour certains commentateurs le « lotus du Coran » pourrait être un arbre au port plus majestueux, à savoir le cèdre du Liban (Cedrus libani).
La fondation du Qatar a choisi le jujubier de Palestine, appelé sidra tree, comme logo.